# ポートジャクソンネコザメ
ポートジャクソンネコザメ Heterodontus portusjacksoni (Port Jackson shark) は、ネコザメ目ネコザメ科に属するサメ。
ネコザメ科では最初に記載された種である。種小名portusjacksoniは、本種がよく見られるオーストラリアの湾"Port Jackson"に由来する。

## 分布・生息域
南オーストラリアの沿岸海域にのみ生息する。潮間帯から水深275mまで見られる。

## 形態
最大全長165cm。ただし全長137cmより大きい個体は稀。
ネコザメ科に共通した特徴として、背鰭前棘、眼上隆起、臀鰭をもつことが挙げられる。体色は薄褐色か灰褐色で、眼を通る濃色の横帯と、独特な鞍状の濃色帯が体側面に見られる。
前歯は単尖頭で棘状、後歯は臼歯状でものを噛み砕くのに使われる。体表面は大きな循鱗に覆われ、非常に荒く頑丈である。

## 生態
底生性のサメ。夜行性で、昼間はあまり活発でなく、岩の隙間などに身を潜めて休んでいることが多い。
底生の無脊椎動物を捕食する。とくにウニ (Centrostephanus rodgersi) を好んで食べる。他に甲殻類、貝類、小さな魚類などを食べる。
卵生。産卵期は年1回。8月から9月が産卵の最盛期で、雌は一定期間を置いて2個ずつ卵を産み、1シーズンの産卵数は10-16個になる。卵の周囲にはらせん状のひだが取り巻き、岩の割れ目などに産みつけられた卵を固定する働きをしている。卵の中の仔魚は10-11ヶ月で孵化し、180-220mmになる。成熟サイズは雌で全長70-90cm、雄で55-70cm。成熟年齢は飼育環境下における観察では、雌で11-14年、雄で8-10年。

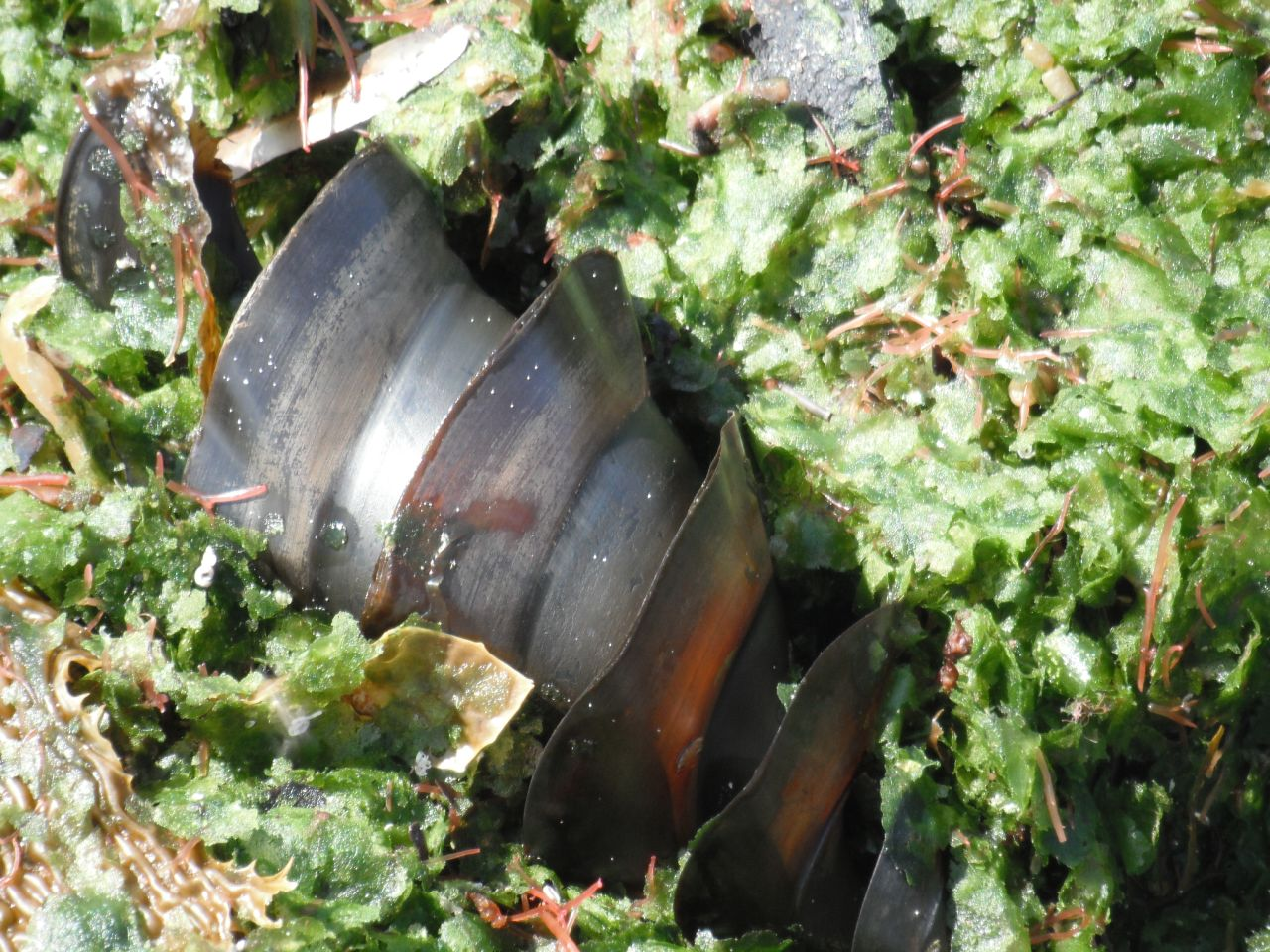
ポートジャクソンネコザメの卵（英語版）
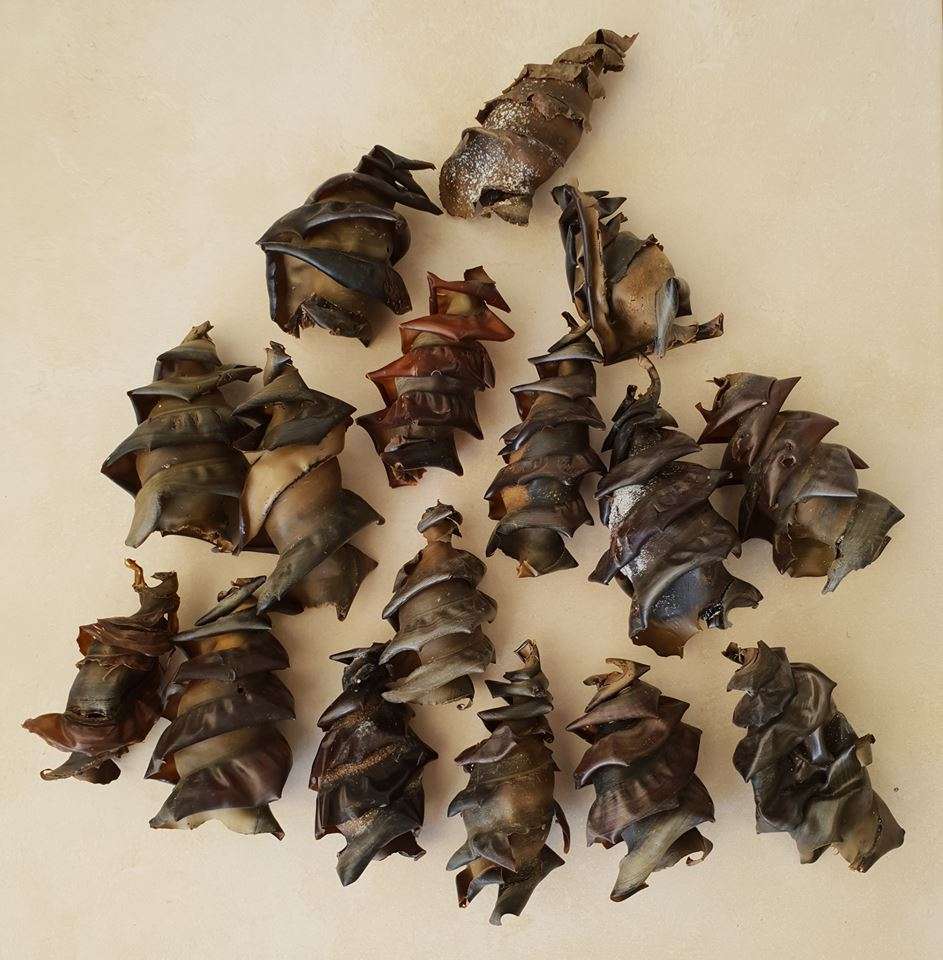
集められた卵。
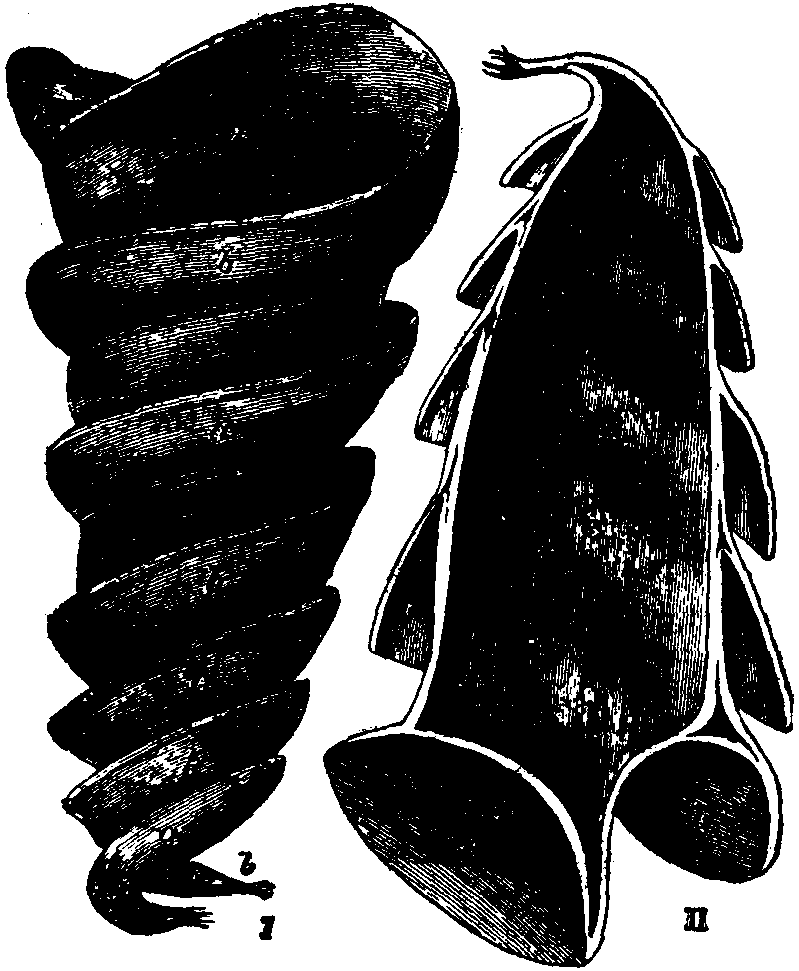
断面図

## 人との関わり
水産上重要ではなく、混獲される程度。食用ではない。スポーツフィッシングの対象になることもほとんどない。
観賞用としては需要があり、国内外の水族館や個人のアクアリストの間で取引される。丈夫でおとなしく、飼育に向いている。
人に危害を加えることはないが、刺激すると咬まれる危険はある。
日本での飼育は多くはないが、アクアワールド大洗などで見ることができる。